# Gozdna železnica na Bricljevi gori
Gozdna železnica na Bricljevi gori je bila prometna pot za prevoz lesa  izpod vznožja Bricljeve gore do zaselka Kolarija pri Zgornjem Gruškovju v občini Podlehnik.
Ob slovensko - hrvaški državni meji se na glavni cesti Ptuj - Zagreb pri zaselku Kolarija odcepi makadamska cesta v ozko dolino proti Bricljevi (504 mnm) in Brezovi gori (568 mnm). Pod vznožjem obeh gora je od leta 1920 do 1930 obratovala preprosta gozdna železnica. Tirna širina proge je bila verjetno 60 cm, dolžina pa po ocenah g. Brateta ni presegala dveh kilometrov. Posekan les so vozili do žage v Kolariji. Železnica je delovala tako, da so vagončke z živino vlekli v gozd, naloženi pa so se samotežno spuščali v dolino.
Leta 1930, ko je bil gozd izsekan, so progo opustili in jo razdrli. Po koncu druge svetovne vojne je trasa opuščene proge na nekaterih krajih služila za gozdno vleko, na drugih krajih pa je bila že zaraščena. Danes ostanki proge niso več vidni.